# Мініми
Мініми, мініміти (лат. Minimi, Ordo Minimorum, O.M., досл. «найменші») — католицький жебручий чернечий орден, заснований в XV столітті в Італії святим Франциском з Паоли.

## Організація
За даними на 2010 рік орден налічував 45 монастирів. Найбільше число обителей розташоване в Італії, Іспанії, Франції і Бразилії. Загальне число ченців — 176, з яких 114 — священники. На гербі накреслене слово «Charitas» (милосердя). Мініми керують низкою освітніх колегій і католицьких університетів, керують кафедрами в ряді інших університетів, у тому числі в Урбаніанському. Резиденція настоятеля ордену розташована в Сант Андреа делле Фратте.
Жіноча гілка ордена найбільш інтенсивно розвивалася в Іспанії, також є французькі та італійські монастирі. У 2005 році налічувалося 116 черниць в 13 обителях. Існують також два невеликих жіночих згромадження — Сестри мінімитки Богоматері-заступниці (179 черниць) і Сестри-мінімитки Страстей Господніх (113 черниць), які керуються духовністю Мінімів, але є самостійними конгрегаціями.

## Історія

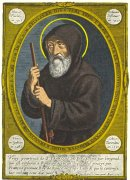
Засновник ордена — святий Франциск з Паоли

Засновник ордену, святий Франциск з Паоли, у 12-річному віці вступив до новіціату францисканців проте через рік залишив францисканський монастир заради відлюдницького життя. Через деякий час навколо нього склалася громада, яка отримала назву «Відлюдники святого Франциска Ассизького». Датою заснування громади вважається 1435 рік. Франциск і його послідовники заснували монастирі в Патерно в 1444 році й в Мілаццо (Сицилія) в 1469 році.
В 1471 році діяльність цієї громади знайшла підтримку у архієпископа Козенци, який висловив їй схвалення. В 1474 році папа Сикст IV затвердив новий жебракуючий чернечий орден під ім'ям "Конгрегація еремітів брата Франциска з Паоли".
В 1483 році король Франції Людовік XI запросив святого Франциска з Паоли в своє королівство, де Франциск заснував нову громаду ордена. Через деякий час його послідовники з'явилися і в Іспанії.

Довгий час новий орден не мав постійного імені, його членів називали «Еремітами брата Франциска», «добрі люди» і т. д. В Іспанії братів спочатку називали «батьками перемоги», через те, що, за переказами, Франциск з Паоли передбачив королю Фердинанду V перемогу над маврами під  Малагою. В 1493 році папа Олександр VI в буллі Meritis religiosae vitae присвоїв ордену ім'я «Ереміти ордену Мінімів» і з цього часу відлюдники святого Франциска з Паоли відомі під ім'ям Мінімів або мініміти. В 1497 вони були запрошені імператором Максиміліаном  до Німеччини.

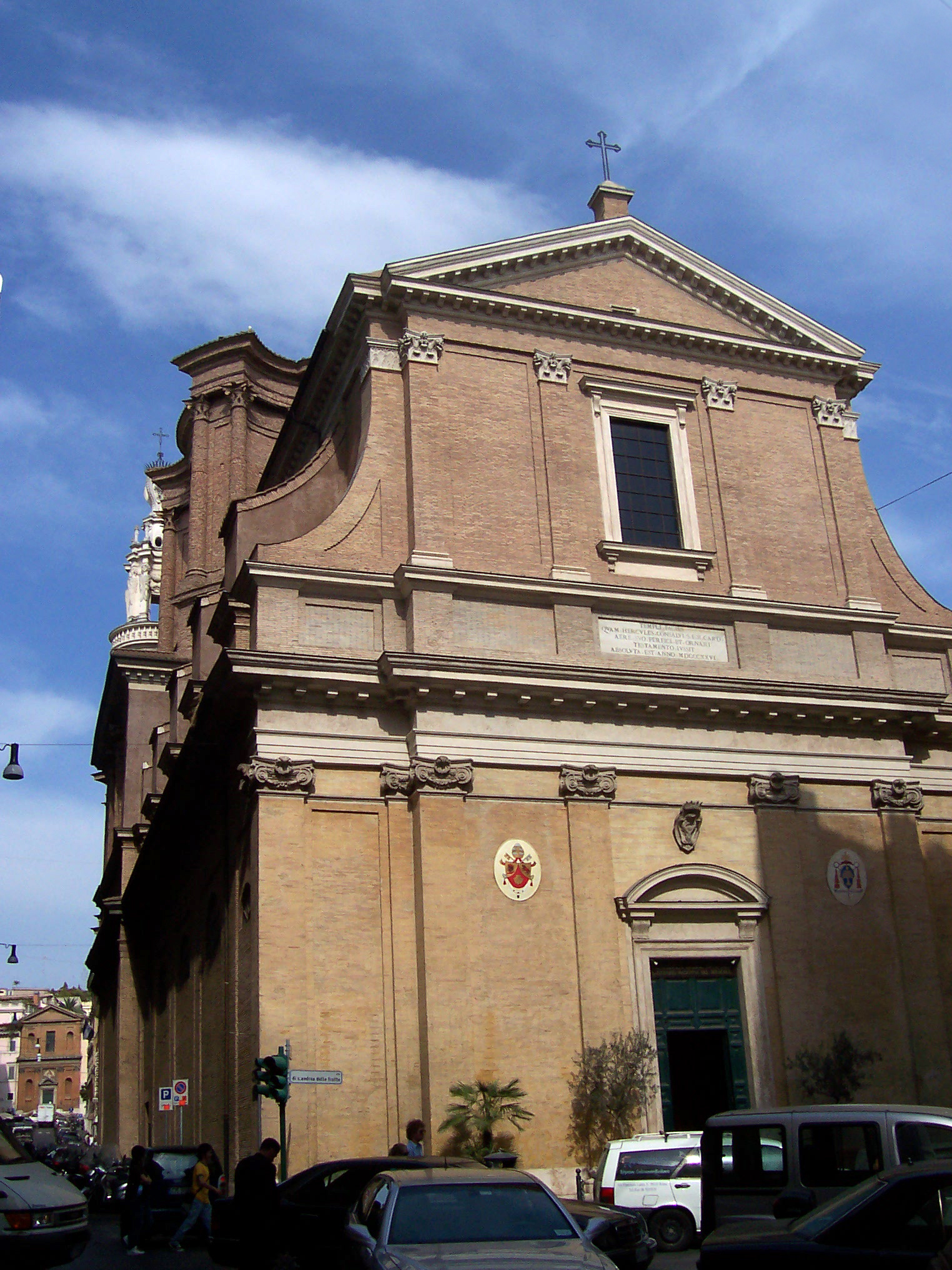
Головна церква ордена — Сант Андреа делле Фратте в Римі

В 1495 році була створена жіноча гілка ордену, а в 1501 — громада терціаріїв. В 1506 році папа Юлій II схвалив новий статут Мінімів. В XVI столітті Мініми володіли більш ніж 200 обителями, в XVII столітті, на який припав розквіт ордену, орден Мінімів налічував 450 монастирів, розташованих в більшості країн Західної Європи, Мексиці, Перу і Індії.
В XVII столітті мініми розширили область своєї діяльності, почавши займатися науковою та викладацькою діяльністю. Гоніння, що переслідували орден у період Великої французької революції похитнули орден проте в XIX столітті занепад був частково подоланий.

## Статут ордена
Мініми живуть по францисканському статуту підвищеної строгості. Шати робляться з грубої чорної шерсті, оперізуються тонкою чорною мотузкою. Мініми дотримуються строгих аскетичних практик, дотримуються суворого посту.

## Відомі Мініми
- Франциск з Паоли (1416—1507) — засновник ордену
- Іоанн Лалеманде (1595—1647) — теолог
- Марен Мерсенн (1588—1648) — математик і філософ
- Луї Фейе (1660—1732) — географ і ботанік
- Шарль Плюм'є (1646—1704) — ботанік
- Франсуа Жак'є (1711—1788) — математик
- Вітторе Гісланді (1655—1743) — живописець

## Цікаві факти
На початку XVII століття монахи заснували в Мюнхені пивну фабрику і назвали її «Пауланер», на честь засновника ордену — Франциска з Паоли. Фабрика й донині виробляє однойменне пиво , на етикетці зображений чернець ордену мінімів .